# Monaghan
Pour les articles homonymes, voir Monaghan (homonymie).
Monaghan (Muineachán en irlandais) est une ville du comté de Monaghan en république d'Irlande. C'est la capitale administrative du comté.

## Étymologie
Le nom irlandais Muineachán dérive d'un diminutif pluriel du mot irlandais muine désignant une zone densément envahie par la végétation ou parfois une « butte ». L'historien et écrivain Patrick Weston Joyce a interprété ce toponyme comme « un endroit plein de petites collines ...». L'interprétation préférée par le conseil du comté de Monaghan est « le pays des petites collines », une référence aux nombreux drumlins de la région.

## Géographie
Monaghan et ses environs comptaient 7678 habitants en 2016.
La commune abrite l'aéroport de Monaghan.

## Histoire
En 1801, Monaghan, ainsi que l'ensemble du domaine Rossmore, devint la propriété de la famille Westenra. Les Westenra sont restés propriétaires de la ville de Monaghan jusqu'au début du XXe siècle.
En 1974, des paramilitaires unionistes firent sauter des bombes à Monaghan et à Dublin, tuant 33 personnes.

## Lieux et monuments
- La cathédrale Saint-Macartan.
- Le palais de justice (en).
- La gare (en).
- L'hôtel de ville (en).